# Dimepiperat
Dimepiperat ist eine chemische Verbindung aus der Gruppe der Thiocarbamate, welche von Mitsubishi Petrochemical (heute Nihon Nōyaku) entwickelt und von Rhône-Poulenc Yuka Agro als Herbizid auf den Markt gebracht wurde.

## Gewinnung und Darstellung
Dimepiperat kann ausgehend von Piperidin durch Reaktion mit Phosgen und Dimethylbenzylmercaptan gewonnen werden.

## Verwendung
Dimepiperat wird als Herbizid im Reisanbau zur Kontrolle der Hühnerhirse und auch als Herbizid-Safener zusammen mit Bensulfuron-methyl (Handelsname Push) verwendet.

## Zulassung
In den Staaten der EU und in der Schweiz sind keine Pflanzenschutzmittel mit diesem Wirkstoff zugelassen.